# 知的財産権
知的財産権（ちてきざいさんけん、英: intellectual property rights、略称：IP）とは、著作物（著作権）や発明、商標などといった無体物について、その創出者に対して与えられる、民法上の所有権に類似した独占権である。
一般的に、知的財産は無体物であり、有体物のようにある者が利用すれば別の人が利用することができなくなるわけではないため、それを他人が無断で利用しても、知的財産を創造した者が自己の利用を妨げられることはない。しかし、他人が無制限に知的財産を利用できると、創造者はその知的財産から利益を得ることが困難となる。知的財産の創造には費用・時間がかかるため、無断利用を許すと、知的財産の創造意欲を後退させ、その創造活動が活発に行われないようになるといった結果を招く。このような理由から、知的財産を他人が無断で無制限に利用できないように法的に保護する必要がある。
その性質から、「知的創作物（産業上の創作・文化的な創作・生物資源における創作）」と「営業上の標識（商標・商号等の識別情報・イメージ等を含む商品形態）」および「それ以外の営業上・技術上のノウハウなど、有用な情報」の3種類に大別される（知的財産基本法2条1項参照）。

## 定義
「知的財産」および「知的財産権（知的所有権）」は、各種の条約や法令においてさまざまに定義されている。

## 類型
知的財産権は、特許権・意匠権・著作権等の創作意欲の促進を目的とした「知的創造物（知的創作物）についての権利」と、商標権・原産地表示・地理的表示等の使用者の信用維持を目的とした「営業標識についての権利」に大別される。
具体的に各国の国内法や国際法で定められる知的財産権には、以下のようなものがある。

### 産業財産権
- 特許権 - 特許権者に発明を実施する権利を与え、発明を保護する（特許法、パリ条約、知的所有権の貿易関連の側面に関する協定：TRIPS協定）。

- 実用新案権 - 物品の形状等に係る考案を保護する（実用新案法）。
- 意匠権 - 工業デザインを保護する（意匠法、パリ条約、TRIPS協定）。
- 商標権・トレードマーク・サービスマーク - 商標に化体した業務上の信用力（ブランド）を保護する（商標法、パリ条約、TRIPS協定）。

この4つは代表的なものとして『知財四権』とも称される。

### 著作権
- 著作権 - 思想・感情の創作的表現を保護する（著作権法、ベルヌ条約、TRIPS協定）。

支分権として、複製権、上演権、演奏権、上映権、公衆送信権、口述権、展示権、頒布権、譲渡権、貸与権、翻訳権、翻案権がある。
- 著作隣接権 - 実演、レコード、放送・有線放送を保護する（著作権法、実演家、レコード製作者及び放送機関の保護に関する国際条約：ローマ条約、TRIPS協定）。
  - 実演 - 著作物を演ずる実演家の権利である（録音権および録画権、放送権および有線放送権、送信可能化権、譲渡権および貸与権ならびに商業用レコードの二次使用料および貸与権）。
  - レコード 物に音を固定したもの（レコード）の製作者の権利である（複製権、送信可能化権、譲渡権および貸与権等に規定する権利ならびに商業用レコードの二次使用料および貸与権に基づく報酬を受ける権利）。
  - 放送 - 無線通信の放送事業者の権利である（複製権、再放送権および有線放送権、テレビジョン放送の伝達権）。
  - 有線放送 - 有線電気通信の放送事業者の権利である（複製権、放送権および再有線放送権、有線テレビジョン放送の伝達権）。

なお、著作者人格権（著作者の公表権、氏名表示権、同一性保持権）は人格権の一種であるため、財産権ではないが、便宜的に著作権などとともに扱われることが多い。

### 不正競争行為からの保護
参照：日本国不正競争防止法第2条
- 商品表示（著名標識・周知表示）（著名表示冒用行為の禁止・周知表示混同惹起行為の禁止）- 他人の周知な商品等表示を使用して、自己の商品・営業を他人の商品・営業と混同させる行為、著名な商品等表示と同一もしくは類似の標識、需要者の間に広く認識されている商品等表示。
- 商品形態（商品形態模倣行為の禁止）- 販売されてから3年以内（不正競争防止法19条1項5号イ）の商品形態。
- インターネット上のドメイン名（不正にドメインを使用する行為の禁止）- インターネットにおける識別情報（周知商標の保護規則に関する共同勧告「WIPO勧告」）。
- 営業秘密（営業秘密の保持・不正入手の禁止）- 秘密として管理されている有用な技術・営業上の情報（民法・刑法の不法行為）。
- 原産地表示・地理的表示（原産地等誤認惹起行為の禁止）- ある商品の地理的原産地を特定する表示（TRIPS協定第22条）。
- 限定提供データ（不正取得、不正使用等の禁止）- 業として特定の者に提供する情報として電磁的方法により相当量蓄積され、および管理されている技術上または営業上の情報。平成30年不正競争防止法改正で追加。

### その他の権利
- 回路配置利用権 - 半導体回路配置を保護する（半導体回路配置保護法、集積回路についての知的所有権に関する条約：IPIC条約）。
- 育成者権 - 種苗の品種を保護する（種苗法、UPOV条約）。
- 商号権 - 商人が名称を商号として利用する表示（商法第14条、パリ条約）。
- 肖像権（人格権）- 肖像が持ちうる、人格権にかかわる権利（憲法第13条、民法第710条）。
- パブリシティ権（財産権）- 肖像が持ちうる、財産権にかかわる権利（東京高裁平成3年9月26日判決（判例時報1400号3頁）「おニャン子クラブ事件」）。

実務上は、知的財産基本法に列挙されていないパブリシティ権なども知的財産権の一種として扱われている。
- タイプフェース - 日本では、原則として保護されず、著作物として保護されるには、独創性と美的特性を備え、かつ、それ自体が美術鑑賞の対象となりうる美的特性を備えていることが必要である旨が判示されている[8]。一方で、フォントデータについては、プログラムの著作物として保護されるとの主張があり、実際に立件された例がある[9]。なお、タイプフェイスを保護する条約として、タイプフェイスの保護及びその国際寄託に関するウィーン協定が作成されているが、締約国数の不足により発効していない。

## 歴史

### 知的財産権の始まり
- 古くは紀元前18世紀ごろから12世紀ごろにかけて、ヒッタイトが、当時貴重であった鉄の製法（ノウハウ）を周辺民族に秘密にすることで優位を確保し、勢力を拡大した。このことをノウハウ管理の重要性を理解した知財戦略のはしりと見る見解がある[10]。

- 近代的な知的財産権の制度としては、ルネサンス期イタリアのヴェネツィア共和国で誕生した特許制度が世界で最初の知的財産権制度であったと言われている[11]。ガリレオがヴェネツィア公に懇願をし、その結果としてヴェネツィア共和国で、世界で最初の特許制度が公布されたと言われている。

### 知的財産政策（ヤングレポート）
1980年代の世界貿易は、先進国、アジア地域の高い経済成長につれて順調に推移した。日本は特に1980年代前半の円安期に輸出を伸ばし、1986年には世界シェアが10.5%になり、米国と並ぶまでになった。
しかし、日本による米国への集中豪雨的な輸出のため、米国の輸出は伸び悩み、世界輸出市場に占める米国のシェアは11%台で低迷。1980年代を通して見ると、米国では輸入が急増し、1984年には貿易赤字が1,000億ドルを超え、米国の産業競争力は著しく低下した。
そこで、共和党政権のロナルド・レーガン大統領は、1983年6月、ヒューレット・パッカード社のジョン・ヤング社長を委員長に迎え、学界、業界の代表者からなる「産業競争力についての大統領委員会」を設立した。ヤング委員長は、米国の競争力の低下を一年半にわたり広範に検討し、その結果を『地球規模の競争-新たな現実』と題する報告書として1985年1月25日に大統領に提出した。これが「ヤングレポート」として国際的に知られている報告書である。
報告の骨子は、「米国の技術力は依然として世界の最高水準にある」としたうえで、それが製品貿易に反映されないのは、「各国の知的財産の保護が不十分なためである」と分析し、その回復のために、プロパテント政策を推進することを提言した。この提言と同様な政策は、その後の大統領通商政策アクションプラン（1985年9月）や、アメリカ合衆国通商代表部（USTR）の知的財産政策（1986年4月）などにも見いだすことができる。

### 2018年より始まった米中貿易戦争
2010年代、中国では国内に進出する国外企業に対し、合弁先が最先端技術の知的財産権供与を強要するケースが目立ち始め、地方政府も同調するように許認可権を通じて圧力をかける例が報じられるようになった。2017年、アメリカは中国の知的財産権の扱いに対して通商法スーパー301条に基づく調査を始めるとともに、通商代表部ライトハイザー代表が中国を国際的な貿易体制の脅威でと主張するなど摩擦が生じるようになった。中国側も反論を行ったが、アメリカを納得させるまでに至らず、2018年、知的財産権はアメリカが中国からの幅広い輸入品に関税をかける米中貿易戦争のきっかけの一つとなっている。

## 日本における知的財産権

### 日本における知的財産権の歴史
- 1866年、文久遣欧使節から帰国した福沢諭吉が『西洋事情』を著し、その中で西洋には「発明の免許（パテント）」「蔵版の免許（コピライト）」の制度があることを紹介した。日本に初めて特許権・著作権の考え方を紹介するものであったとされる[15]。

- 1869年、明治政府が「出版条例」を制定した。出版社の出版権を保護する初の著作権法制であったが、出版物の取り締まり規制も同居した法律であった[16]。

- 1871年、明治政府が「専売略規則」を制定した。初の特許法制である。

- 初代専売特許所所長（現在の特許庁長官に相当）であった高橋是清の尽力により、1884年には「商標条例」が、1885年には専売略規則に代わる「専売条例」が制定される[17]。

- 1887年、明治政府が「版権条例」が制定され、著作権法制が初めて独立した法律により定められることとなった[16]。

- 1894年までになされた不平等条約の改正において、工業所有権の保護に関するパリ条約やベルヌ条約への加盟が条件とされた[16]。

- 1995年10月、国会は当時村山改造内閣（村山富市首相、自社さ連立政権）の連立与党の共同提案に基づいて、科学技術基本法案を採択。日本が「キャッチアップの時代は終焉を迎え、フロントランナーの一員として、自ら未開の科学技術分野に挑戦し、創造性を最大限に発揮し、未来を切り開いて行かなければならない時機に差し掛かっている」として、「真に豊かな生活の実現のためには、科学技術創造立国を目指す」ことが必要であるとした。

- 1996年12月に「21世紀の知的財産権を考える懇談会」（座長：有馬朗人）が、特許庁で開催された。これは、米国の国家戦略としてのプロパテント政策の推進等、近年の急激な環境変化に対して、21世紀に向けた日本の知的財産権のあり方を明らかにする目的で開かれたもの。1997年4月に、『21世紀の知的財産権の目指す方向』が発表された。

- 2001年10月から、経済産業省において「産業競争力と知的財産を考える研究会」が開催され、2002年6月に報告書がまとめられた。

これらを受けて、2002年3月に当時の第1次小泉内閣（自公保連立政権）は、小泉純一郎総理主催の「知的財産戦略会議」を設置。同年7月に『知的財産戦略大綱』を発表し、政府として知的財産立国を目指し、知的財産政策を推進することが明確化された。同年12月に第1次小泉第1次改造内閣（自公保/保新連立政権）下で「知的財産基本法」が成立した。この知的財産基本法の施行に伴い、知的財産戦略本部、およびその事務局である知的財産戦略推進事務局が設置された。
- 1995年10月 - 連立与党の共同提案、科学技術基本法案採択
- 1996年12月 - 「21世紀の知的財産権を考える懇談会（特許庁）」（座長：有馬朗人）
- 1999年10月 - 産業活力再生特別措置法が成立（日本版バイドール法）
- 2000年 5月 - 知的財産制度に関する議員連盟等合同会議・中間報告書発表
- 2001年12月 - 知的財産権の保護強化で自民党が国家戦略ビジョン
- 2002年 2月 - 第154回国会・小泉内閣総理大臣施政方針演説「必要な知的財産政策を推進」
- 2002年 2月 - 首相直属「知的財産戦略会議」設立
- 2002年 5月 - 「産業競争力と知的財産を考える研究会」最終報告書（経済産業省）
- 2002年 7月 - 「知的財産戦略大綱」を正式決定・知的財産基本法準備室設置
- 2002年10月 - 知的財産基本法案・閣議決定・経済産業委員会で審議決定（政府与党）
- 2002年11月 - 知的財産基本法成立
- 2003年 3月 - 知的財産基本法施行・知的財産戦略本部発足
- 2003年 4月 - 関税定率法改正・知的財産権侵害品の取締強化
- 2004年 6月 - 知的財産高等裁判所設置法、裁判所法等の一部を改正する法律成立
- 2005年 4月 - 知的財産高等裁判所設立

### 日本企業における知的財産戦略

#### 日本における知的財産戦略の理論化
日本の知財実務においては、企業の知的財産戦略を理論化しようという試みが続けられている。以下は特許分野におけるその一例である。

##### 必須特許ポートフォリオ論
必須特許、すなわち特定分野において企業の事業活動の根幹となる特許（それを有しなければ撤退リスクを生じる重要な特許）の保有関係を分析する理論である。
必須特許が市場のプレーヤーの誰に保有されているかを分析することで、当該市場への参入可能性や参入戦略の方向性（自社開発か、特許買収か、誰かとパートナーシップを組むかなど）を検討することができる。また、時間軸に着目して将来のマーケットシフトに合わせた必須特許の検討も行う。

##### 二軸マーケティング論
知財投資をすべき分野を画定するための理論である。将来的な市場規模の大小を第一軸、先行特許の多寡を第二軸として、定量的に開発投資のテーマを決定する。
先行特許がすでに相当数存在する技術に正面から投資をしても、すでに競争が激しく、必須特許を得られる可能性は低い。他方、まったく先行特許が存在しない技術に投資しても、そもそも市場が存在せずリターンが得られない可能性が高い。そこで、市場規模の拡大が予想される割には先行特許が少ない技術を探して投資することが有効な戦略となる。

##### 知財経営定着論
知財戦略の経営上の位置づけを定める理論である。
企業における知的財産戦略は、単なる年間取得特許数などの指標管理に堕してはならず、性能のみを求めてもならず、常に経営上の戦略目標（シェアなど市場内での位置づけに関する目標、利益目標、株価目標など）を意識し、当該戦略目標と対応して具体性を持って実装されたときに初めて、長期的に企業価値に貢献することができるようになると論じる。

##### 技術のコモディティ論
知財戦略の時間的限界を画する理論である。
必須特許を有する先行投資者は、必須特許を改良することで一定期間は優位性を保つことができるが、ある時点において一定数の必須特許の保護期間が満了すると、後発参入者であっても期限切れの必須特許技術のみを用いて市場に十分受け入れられる品質の商品を製造販売することが可能となる（技術のコモディティ化）。そうなれば先行投資者の優位性は失われ、コモディティ化前の知財戦略は無効となる。先行投資者は、従来どおり必須特許の改良を続けるか、別の付加価値を提供するか、または撤退して他の市場を探すかの戦略転換を迫られ、それによりその後の知財への投資態度も変わってくる。

#### 中小企業に対する相談体制
個人事業主を含む中小企業が知的財産権を保護・活用しようとする場合、制度・法務に精通した人材を社内に有する例は少ない。上記のような専門家への依頼には、費用面の不足・不安や心理的ハードルが支障となる。このため、知財に関するポータルサイトや、初期の相談においては無料・秘密厳守で応じる公的窓口が設置されている。

### 日本における知的財産と司法

#### 保護の階層
日本の実定法において、知的財産は複数階層の保護を受けている。例えば著作権法で著作物と見做されず権利が付与されなかった商品が、不正競争防止法で保護されるというケースがある。
| 総称             | 個別法                             |
| ---------------- | ---------------------------------- |
| 権利付与法       | 特許法・意匠・商標法・著作権法など |
| 行為規制法       | 不正競争防止法                     |
| （一般不法行為） | （民法第709条）                    |

かつては権利付与法・行為規制法で保護されない知的財産が一般不法行為により救済される裁判例が存在した（例: YOL記事見出し事件）。しかし北朝鮮映画事件（最高裁2011）により「所定の著作物に該当しない著作物の利用行為は ... 特段の事情がない限り，不法行為を構成するものではない」との見解が示され、以後の下級審では（著作権に留まらず）一般不法行為に基づく知的財産保護が一切認められていない。

#### 知的財産に関する訴訟制度
一般に知的財産に関する民事訴訟は、以下の2つに大別される。
- 知的財産権が侵害された場合にその差止めや損害賠償を求める訴訟（侵害訴訟）
- 知的財産権の有効性の有無に関する訴訟

日本では、2005年（平成17年）の知的財産高等裁判所の設置と時期を同じくして、侵害訴訟のうち、特許等に関する訴訟につき、知的財産権専門部を有する東京地裁と大阪地裁の専属管轄とし、その他の著作権、商標、意匠、不正競争に関する訴訟については、東京地裁・大阪地裁と各地の地裁との競合管轄とし、知的財産の専門的知見を有する裁判官が対応する体制を強化した。
また、特許等の有効性などを争う法的手続については、従来から、まず特許庁での審判手続によることとし、同手続での特許庁の審決に不服がある場合に、知的財産高等裁判所へ審決取消訴訟を提起するという制度がとられている。
知的財産権侵害訴訟の第一審における平均審理期間は、おおむね13〜15か月で推移している。
2019年10月1日には、東京地方裁判所と大阪地方裁判所において、知財ビジネス当事者の要望を受けて知財調停手続の運用が開始された。

#### 評価
世界各国の知的財産訴訟の実態を知る弁護士や企業関係者は、日本の知的財産訴訟につき、欧米諸国と比べても、このような審理期間、判決の正確性・信頼性のいずれについても高い水準にあると評価しているうえ、訴訟に要する費用も他国に比べて低額であるため、コストパフォーマンスの高い知財訴訟制度が実現されているといえる。
2013年6月7日に閣議決定された『知的財産政策ビジョン』でも、日本の知的財産訴訟の迅速性や判決の正確性・信頼性に対する具体的な問題点の指摘はなく、さまざまな課題を指摘していた2003年の『知的財産の創造、保護及び活用に関する推進計画』とは、まったく対照的である。

#### 課題
しかし、日本の知財訴訟制度がこのような高品質なものとなったことは必ずしも対外的に知られておらず、中華人民共和国、大韓民国などの新興国の経済発展や、シンガポールの知財ハブ構想など、ライバル国との制度間競争の様相を呈する中、アジアにおける日本の知財紛争解決制度のプレゼンス向上、そのための国際的な情報発信の強化等が課題とされている。
また、このような高品質な日本の知財訴訟制度は、知財に関わる裁判官の専門性強化や、技術的知見に関して裁判官を支える調査官によって果たされたといえる。さらに裁判所関係者からは、日本の民事訴訟特有の専門委員（理工系の学者など）をさらに活用していこうとの意見もある。
日本の知財訴訟を高く評価する弁護士や企業関係者にも、専門委員制度活用の拡大を提唱する者はない。この点、一般に専門委員について、手続の透明性の観点から制度そのものや裁判所の運営を問題視する意見も存在する中で、知的財産訴訟に関する限り、弁護士からも、技術的に難しい事件などでの専門委員の関与を肯定的に評価する意見が出されているのは事実である。しかし、そのような弁護士からも、裁判所が技術的には難しくない事件でも専門委員を関与させようとする実情に触れ、「せっかくできた制度だから、知財高裁はもっと使えというような圧力がどこかからかかっているので無理に使っているのではないかと思う事件が、正直言っていくつかあるように思われる」など、「専門委員のさらなる活用」との前述の意見について、その裏を読み解こうとする指摘もされている。

### 知的財産権と独占禁止法の関係
独占禁止法第21条において、著作権法、特許法、実用新案法、意匠法または商標法による権利の行使として容認される行為は、独禁法の適用除外と規定されている。
しかしながら、著作権法等による権利の行使とみられるような行為であっても、競争秩序に与える影響を勘案して、知的財産保護制度の趣旨を逸脱し、あるいは同制度の目的に反すると認められるような場合まで、同条でいう「権利の行使と認められる行為」とは評価されない場合がある（SCE事件審決、2001年8月1日公正取引委員会審決、審決集48巻3頁）。
独占禁止法を所管する公正取引委員会は、ガイドラインである「知的財産の利用に関する独占禁止法上の指針」を公表し、知財分野についてはこれに基づいて独禁法を執行している。

### 発展途上国における知的財産保護と日本の関わり
発展途上国における知的財産の保護強化は、それら国の経済発展を支える効果があるとされるとともに、日本などの他国の企業にとっても、投資環境整備の一環として重要な位置づけを持つ。そのため、日本も、特許庁を中心として、各国の知的財産法制の調査およびウェブサイトを通じた公開を行うとともに、発展途上国に対し、法制度の整備および人材育成といった法整備支援を行っている。
平成23年11月18日に採択された日・ASEAN共同宣言とそれに基づく日・ASEAN行動計画においては、法整備支援一般について、「法の支配、裁判システムおよび法的インフラを強化するため，法律および裁判部門における人材強化への協力を続ける」とされている（行動計画1.5.5）が、知的財産については個別に、"Promote cooperation to develop human resources capacity in the field of intellectual property rights (IPR) in order to enable the ASEAN Member States to improve and enhance their capabilities and to promote accession to IPR-related international agreements"（2.18）との規定が盛り込まれた。
2013年6月7日に日本の当時第2次安倍内閣（安倍晋三首相、自公連立政権）において閣議決定された『知的財産政策に関する基本方針』においても、「アジアをはじめとする新興国の知財システムの構築を積極的に支援し、我が国の世界最先端の知財システムが各国で準拠されるスタンダードとなるよう浸透を図ること」が重要目標として掲げられ、知的財産分野において法整備支援を積極的に推進していくこととされた。そのような中、特許庁やJETROが、アジア地域へ積極的な展開を進める日本の法律事務所の協力のもと、ASEAN諸国の知的財産制度の実情調査を行い、ウェブで一般公開している。
知的財産分野における法整備支援の代表例としては、インドネシアに対するものが挙げられる。2011年から実施されているJICA知的財産権保護強化プロジェクトでは、日本の特許庁にあたる知的財産権総局だけでなく、知的財産権保護の執行を担う裁判所、税関、警察といった機関も支援先機関に加えられ、日本側も特許庁だけでなく、法務省、財務省との連携がとられている。その背景としては、知的財産の保護強化のためには、特許法などの知的財産法制の整備や審査官の能力向上といった権利化の過程だけでなく、民事訴訟や民事執行・民事保全といった基本的な法・司法制度の整備、裁判所を含めた紛争解決機関・法執行機関の能力向上が不可欠であると指摘されている。
知的財産分野でもアジアの中心となることを目指すシンガポールにおいて、司法省のもと、「知的財産権の権利化過程」と「裁判所などでの紛争解決・法執行」とを一体的に政策立案しているのとは、対照的となっている。

### 知的財産権に関する日本の国家資格
知的財産権を業務分野とする国家資格には以下のようなものがあり、それぞれの業務範囲は次のとおりである。
弁護士
訴訟事件・審査請求などはもちろん、一般の法律事務（弁護士法3条1項）として何らの制限なく知的財産権に関する業務を行うことができる。
弁理士
弁理士は、産業財産権に関わるすべての手続を代理することができる。すなわち、特許権、実用新案権、意匠権、商標権に関する特許庁における手続すべて（出願、審査請求、移転登録など）を代理し、またこれらに関する鑑定その他の事務を行うことができる（弁理士法4条1項）。
なお、特許料の納付手続についての代理、特許原簿への登録の申請手続についての代理等一定の軽微な業務については、弁理士法による規制が解除されており（弁理士法75条、弁理士法施行令7条）、弁理士でない者（行政書士）であっても行うことができる。
著作権に関する契約代理・媒介業務（弁理士法4条3項1号）や、知財保護に関する相談に応じること（同項3号）もできる。
特定侵害訴訟代理権がある弁理士は弁護士とともに訴訟代理人となり訴訟活動ができる（弁理士法6条の2）。
また、弁理士は行政書士となる資格を有している（行政書士法2条3号）。
行政書士
種苗法関係のほかは、弁護士法・弁理士法などに違反しない限度で知財業務が行える。
「官公署に提出する書類の作成」（行政書士法1条の2第1項）として、育成者権に関する登録・その他の手続に関する書面の作成を行うことができる。
上述のとおり、弁理士業務に該当するもののうち、弁理士法の制限が解除されている軽微な業務については行うことができる。
「権利義務または事実証明に関する書類の作成」（行政書士法1条の2第1項）またはその代理人としての作成（同法1条の3第1項3号）として、知財に関する契約書類の作成も可能であるが、契約交渉はできない（弁護士法72条）。
知的財産管理技能士
企業等において勤務するにあたり、自社の知的財産を適切に管理・活用する能力を有することを国が証明する資格である。あくまで社内勤務のためのスキルを証明する資格であり、法律上の独占業務があるわけではないので、弁護士などでなければできないような他人（他社）の知財業務を受任することはできない。
大企業においても取得を推奨されたり、昇格要件や人事考課の要件とされる場合がある。